# Sicilià
El sicilià és una llengua romànica que es parla a l'illa mediterrània de Sicília, a la part centre i sud de Calàbria i a la part sud de la Pulla (Itàlia). Malgrat que a Itàlia hi ha gent que sovint l'anomena dialecte, no ho és pas en absolut: és una llengua romànica com qualsevol altra.
Aquesta llengua compta aproximadament amb uns 5.000.000 parlants (2017).

## Evolució
El sicilià (u sicilianu, lingua siciliana), com a llengua pròpia, evolucionà a partir del llatí, amb moltes influències del grec tant prèvies a la conquesta romana, com al període que va formar part de l'Imperi Romà d'Orient a partir del 450 dC.
Vora el segle xiii el sicilià s'havia format com a llengua romànica, amb influència del provençal i del normand. En aquest moment es produeix la incorporació a la Corona Aragonesa del Regne de Sicília. Entre el segle xiii i el segle xv, el sicilià va ser llengua oficial al parlament de Sicília, juntament amb el català. Durant aquest període va ser l'únic temps en què el sicilià va ser llengua oficial escrita. La influència del català en el sicilià en aquest període va ser important.
Amb la incorporació del regne de Sicília al Regne d'Espanya després de la unificació de la corona de Castella i la d'Aragó, el català i el sicilià deixaren de ser llengües de la cort i començà a utilitzar-s'hi el toscà, que esdevindria la base del modern italià.
La influència de l'italià des d'aleshores ha estat marcada i va esdevenir l'única llengua oficial.
El sicilià es mantenia de pares a fills com a llengua oral. A mitjan segle xx, gran part de la població de l'illa parlava un sicilià pur. La següent generació parlava un sicilià amb uns quants italianismes. A la primeria del segle xxi, la major part dels jóvens ja no sap parlar bé el sicilià o el mescla amb l'italià.

## Influència del català en el sicilià
A Sicília, la romanització hi tingué un component gal·loromànic important. La conquesta normanda, al segle xi, hi portà tropes i poblacions que els sicilians anomenaven llombardes, provinents del nord d'Itàlia, tant de la Llombardia com del Piemont i la Ligúria, parlants de varietats propenques al provençal. Sicília fou també terra d'emigració per a nombrosos gascons al segle xiv, tal com ha estudiat Henri Bresc (1996: 165-186). Ja l'any 1974 Alberto Varvaro va identificar nombrosos catalanismes lèxics del sicilià, dels quals exposem tot seguit uns quants exemples.
Aquests termes pertanyen sobretot a l'àmbit de la navegació (abbistarsi, ammurrai, capria...), de l'administració (algoziru/aguzzinu, tanda/tanna...) i del comerç (blanduni, distrali, frazzata, muccaturi, pusari/pusata, baga, buggiacca...), però també denominen parts del cos (palataru, mèusa...) i sentiments (addunarisi, 'nzertari, sgarrari, spantu, spantari, baggianu, fexugu). Es poden constatar també coincidències amb l'occità, com abbucari, blanduni, cunortu, faucigghia, picceri.
Pel que fa al sud de la península Itàlica, és sabut que el català mantingué un cert ús entre els funcionaris i dins la cort de Nàpols a partir del segle xv. Com ha resseguit recentment Marcello Barbat (2000), la presència dels catalans a Nàpols començà al segle xiii, però s'intensificà amb la conquesta d'Alfons el Magnànim l'any 1442. La influència fou menor que a Sardenya o a Sicília i la llengua catalana hi deixà principalment termes relacionats amb la indumentària (carapuzo, gramaglia, moccaturo, mongile, tavardo...), amb la vida social (creato, impresa, formosura, grossero, serraino...), amb les institucions (aguzzino, arrendare, infanta...), amb l'habitatge (cemenera, rebosto, retretto...) o amb la cuina (mantica, torrare...). Barbato posa en evidència atribucions errònies (p.e., el Dizionario Etimologico Italiano atribueix riggiola a reggere, però sembla clar que deriva de rajola/retjola) (Barbato 2000: 411). Alguns d'aquests termes tingueren un ús restringit; d'altres són encara vius avui dia (basca, cagliare, caragolu, cemenera, creato, mantica, moccaturo, palataro, pintare, rebosto, spantare, torrare). A més dels manlleus directes, Barbato (2000:409) remarca l'augmentació de l'ús de formes locals napolitanes à la primeria poc esteses (com degogliare, imbulicare, recelo, rexa, rusciare...) i l'atribueix a la coincidència amb els lexemes catalans corresponents.

## Exemple de paraules similars entre català i sicilià
- abbuccari - abocar (it. cadere)
- accabbari - acabar
- accupari - acubar (soffocare)
- addunarisi - adonar-se (it. accorgersi)
- affruntari(si) - afrontar(-se) (avergonyir(-se)
- anciova - anxova (it. acciuga)
- arricugghirisi - recollir-se
- arriminari - remenar (it. mescolare)
- arruciari - arruixar
- attrivitu - atrevit
- atturrari - torrar
- darreri - darrere
- muccaturi - mocador
- nzirtari - encertar
- palataru - paladar
- pinzeddu - pinzell
- priarisi - prear-se
- ragogghia - argolla
- taccia - tatxa (it. chiodino dei calzolai)
- travagghiu - treball (it. lavoro)

## Exemple de llengua escrita

### Lu Patri Nostru
| « | Patri nostru, chi siti 'n celu, Sia santificatu lu vostru nomu, Vinissi prestu lu vostru regnu, Sempri sia fatta la vostra Divina Vuluntati Comu 'n celu accussì 'n terra. Dàtinillu sta jurnata lu panuzzu cutiddianu E pirdunàtini li nostri piccati Accussì comu nui li rimittemu ê nostri nimici E nun ni lassati cascari ntâ tintazzioni, ma scanzàtini dû mali. Amen. | » |

### Astrattu diAntoniu Venezianu

#### Celia, Lib. 2
(~1600)
| « | Non è xhiamma ordinaria, no, la mia è xhiamma chi sul'iu tegnu e rizettu, xhiamma pura e celesti, ch'ardi 'n mia; per gran misteriu e cu stupendu effettu. Amuri, 'ntentu a fari idulatria, s'ha novamenti sazerdoti elettu; tu, sculpita 'ntra st'alma, sì la dia; sacrifiziu lu cori, ara stu pettu. | » |

### Astrattu diGiovanni Meli

#### Don Chisciotti e Sanciu Panza (Cantu quintu)
(~1800)
| « | Stracanciatu di notti soli jiri; S'ammuccia ntra purtuni e cantuneri; cu vacabunni ci mustra piaciri; poi lu so sbiu sunnu li sumeri, li pruteggi e li pigghia a ben vuliri, li tratta pri parenti e amici veri; siccomu ancura è n'amicu viraci di li bizzari, capricciusi e audaci. | » |

### Astrattu diNinu Martogliu

#### Briscula 'n Cumpagni
(~1900)
| « | —Càrricu, mancu? Cca cc'è 'n sei di spati!... —E chi schifiu è, di sta manera? Don Peppi Nnappa, d'accussì jucati? —Misseri e sceccu ccu tutta 'a tistera, comu vi l'haju a diri, a vastunati, ca mancu haju sali di salera! | » |